# Angela Haynes
Angela Haynes (Bellflower (Californië), 27 september 1984) is een voormalig professioneel tennisspeelster uit de Verenigde Staten. Ze begon met tennis toen ze drie jaar oud was, en nam op zestienjarige leeftijd deel aan officiële ITF-juniorentoernooien in de Verenigde Staten. In het volwassenencircuit speelde ze van 2001 tot en met 2010.

## Loopbaan

### Enkelspel
Haynes slaagde er in 2002 voor het eerst in om zich te kwalificeren voor de hoofdtabel van een ITF-toernooi, in Tallahassee (Florida) – ze bereikte de tweede ronde. Ze stond in 2003 voor het eerst in de finale van een ITF-toernooi, in El Paso (Texas) – ze verloor, na drie sets en twee tiebreaks, van haar landgenote Milangela Morales. De week erna won ze haar eerste ITF-titel, in Houston (Texas) – in de finale versloeg ze landgenote Alyssa Cohen. In 2007 won ze nog een tweede ITF-titel, op Hilton Head Island (South Carolina) – in de eindstrijd klopte ze de Zuid-Afrikaanse Chanelle Scheepers.
Bij haar debuut op het WTA-circuit (in 2003) wist ze zich te kwalificeren voor het toernooi van Stanford – haar openingspartij op het hoofdtoernooi won ze van de Italiaanse Rita Grande, waarna ze in de tweede ronde verloor van Lisa Raymond. Ze bereikte geen finales bij de WTA-toernooien.
Haar beste prestatie op de grandslamtoernooien is het bereiken van de derde ronde, op de US Open 2004. Haar hoogste positie op de WTA-ranglijst is de 95e plaats, die ze bereikte in augustus 2005.

### Dubbelspel
Haynes won in het dubbelspel acht ITF-titels. Op de WTA-tour won ze geen titels, maar ze bereikte wel tweemaal de finale: samen met Bethanie Mattek op het toernooi van Los Angeles in 2005, en samen met Mashona Washington op het toernooi van Memphis in 2008.
Haar hoogste positie op de WTA-ranglijst is de 86e plaats, die ze bereikte in december 2008.

## Posities op deWTA-ranglijst enkelspel
Positie per einde seizoen:
| jaartal | rank |  | jaartal | rank |
| ------- | ---- |  | ------- | ---- |
| 2010    | 554  |  | 2005    | 135  |
| 2009    | 161  |  | 2004    | 133  |
| 2008    | 148  |  | 2003    | 186  |
| 2007    | 217  |  | 2002    | 851  |
| 2006    | 175  |  |         |      |

## Palmares

### WTA-finaleplaatsen damesdubbelspel
| nr.              | datum      | toernooi        | ondergrond | partner            | tegenstandsters                   | score    |         |
| ---------------- | ---------- | --------------- | ---------- | ------------------ | --------------------------------- | -------- | ------- |
| Verloren finales |            |                 |            |                    |                                   |          |         |
| 1.               | 2005-08-14 | WTA Los Angeles | hardcourt  | Bethanie Mattek    | Jelena Dementjeva Flavia Pennetta | 2-6, 4-6 | details |
| 2.               | 2008-03-01 | WTA Memphis     | hardcourt  | Mashona Washington | Lindsay Davenport Lisa Raymond    | 3-6, 1-6 | details |

## Resultaten grandslamtoernooien
| Legenda | Legenda                          |
| ------- | -------------------------------- |
| g.t.    | geen toernooi gehouden           |
| l.c.    | lagere categorie                 |
| –       | niet deelgenomen                 |
| G       | uitgeschakeld in de groepsfase   |
| 1R      | uitgeschakeld in de eerste ronde |
| 2R      | uitgeschakeld in de tweede ronde |
| 3R      | uitgeschakeld in de derde ronde  |
| 4R      | uitgeschakeld in de vierde ronde |
| KF      | uitgeschakeld in de kwartfinale  |
| HF      | uitgeschakeld in de halve finale |
| F       | de finale verloren               |
| W       | het toernooi gewonnen            |
| w-v     | winst/verlies-balans             |

### Enkelspel
| Toernooi        | 2003 | 2004 | 2005 |
| --------------- | ---- | ---- | ---- |
| Australian Open | –    | –    | 1R   |
| Roland Garros   | –    | –    | 1R   |
| Wimbledon       | –    | –    | 1R   |
| US Open         | 1R   | 3R   | 1R   |

### Vrouwendubbelspel
| Toernooi        | 2003 |    | 2005 | 2006 | 2007 | 2008 | 2009 |
| --------------- | ---- | -- | ---- | ---- | ---- | ---- | ---- |
| Australian Open | –    | –  | –    | –    | –    | –    |      |
| Roland Garros   | –    | –  | –    | –    | –    | –    |      |
| Wimbledon       | –    | 1R | –    | –    | 2R   | –    |      |
| US Open         | 1R   | 1R | 1R   | 1R   | 1R   | 1R   |      |

### Gemengd dubbelspel
| Toernooi        | 2009 |
| --------------- | ---- |
| Australian Open | –    |
| Roland Garros   | –    |
| Wimbledon       | –    |
| US Open         | 1R   |